# 薩默塞特鎮區 (密蘇里州默瑟縣)
薩默塞特鎮區（英語：Somerset Township）是位於美國密蘇里州默瑟縣的一個行政鎮區。

## 地方資料
薩默塞特鎮區的面積為115.62平方千米，當中陸地面積為114.77平方千米，而水域面積為0.85平方千米。根據2020年美國人口普查的數據，當地共有人口92人，而人口密度為每平方千米0.8人。